# Pixar Canada
Pixar Canadá, también conocido como The Glenn McQueen Pixar Animation Center, fue un estudio de animación canadiense. Se trataba de la división canadiense de Pixar, que temporalmente tuvo su sede en Vancouver, Columbia Británica, hasta el día de su clausura.

## Historia
Pixar Canadá fue fundada el 20 de abril de 2010, y se encontraba en Vancouver, British Columbia. El estudio termina su ciclo de trabajo en octubre del 2013, cuando cierra sus puertas oficialmente.

## Filmografía

### Cortometrajes
- Air Mater (1 de noviembre de 2011)[1]
- Small Fry (23 de noviembre de 2011)[1]
- Time Travel Mater (5 de junio de 2012)[2]
- Partysaurus Rex (14 de septiembre de 2012)[3]

### Especiales de televisión
El especial de TV de Pixar, Toy Story de Terror, no fue puesto en desarrollo en el estudio canadiense, sino que Pixar trasladó su desarrollo a su sede en Emeryville, California, y que lo más seguro, pudo estar en desarrollo en el edificio Brooklyn, segundo nuevo edificio junto al original en la sede, por lo tanto el especial no es obra de Pixar Canadá.

## Clausura
La famosa revista Variety, dio un artículo donde se confirmaba la clausura oficial de Pixar Canadá después de casi cuatro años en servicio. Junto al artículo, el vocero de Disney Bob Patherson dijo:
Nos hemos dado la tarea de cerrar Pixar Canadá para implementar y administrar todos nuestros recursos bajo un mismo techo, y ese techo es la sede central de Pixar en Emeryville, California.
El estudio fue oficialmente cerrado y despide alrededor de 100 empleados que atribuyeron su talento al estudio subsidiario de Pixar en Canadá. 